# Risika
Risika (italsky Rèssica) je vesnice a přímořské letovisko v Chorvatsku v Přímořsko-gorskokotarské župě. Nachází se na ostrově Krk a je jednou ze čtyřech vesnic tvořících opčinu Vrbnik, od jejíhož stejnojmenného střediska se nachází asi 12 km severozápadně. V roce 2011 zde trvale žilo celkem 148 obyvatel.
Sousedními vesnicemi Risiky jsou Garica, Gostinjac a Vrbnik. Samotná Risika se nachází ve vnitrozemí, avšak má přístup k moři; asi 2 km na východ se rozkládá zátoka Sveti Marak, u níž je stejnojmenná pláž a zřícenina stejnojmenného kostela. Dále se zde nacházejí pláže Supovica, Melska Uvala a Javna. V samotné Risice je obchod a množství apartmánů. Jihozápadně od Risiky se nachází zřícenina hradu Kaštel Gradec.